# Nazionale maschile under 21 di calcio della Slovacchia
La Nazionale slovacca di calcio Under-21 è la rappresentativa calcistica Under-21 della Slovacchia ed è posta sotto l'egida della Federazione calcistica slovacca. La squadra partecipa ai campionati europei, che si tengono ogni due anni.
L'esordio internazionale ebbe luogo nel 1994. Alla sua prima apparizione nella fase finale di un europeo Under-21 (2000) raggiunse il quarto posto e la qualificazione olimpica.

## Partecipazioni ai tornei internazionali

### Europeo U-21
Dal 1918 al 1993 la Slovacchia non aveva una propria nazionale in quanto lo stato slovacco era inglobato nella Cecoslovacchia. Esisteva, quindi, un'unica nazionale che rappresentava tutta la Cecoslovacchia.
- 1996: Non qualificata
- 1998: Non qualificata
- 2000: Quarto posto
- 2002: Non qualificata
- 2004: Non qualificata
- 2006: Non qualificata
- 2007: Non qualificata
- 2009: Non qualificata
- 2011: Non qualificata
- 2013: Non qualificata
- 2015: Non qualificata
- 2017: Primo turno
- 2019: Non qualificata
- 2021: Non qualificata
- 2023: Non qualificata
- 2025: Primo turno

## Tutte le Rose

### Europei
Campionato d'Europa Under-21 UEFA 20001 Čontofalský, 2 Greško, 3 Hrnčár, 4 Hlinka, 5 Lérant, 6 Krško, 7 Kisel, 8 Németh, 9 Czinege, 10 Babnič, 11 Barčík, 12 Bartalský, 13 Sedlák, 14 Šupka, 15 Meszároš, 16 Mintál, 17 Vyskoč, 18 Čišovský, 19 Petráš, 20 Pulen, CT: Radolský
Campionato d'Europa Under-21 UEFA 20171 Chovan, 2 Niňaj, 3 Škriniar, 4 Valjent, 5 Huk, 6 Lobotka, 7 Mihalík, 8 Chrien, 9 Vestenický, 10 Rusnák, 11 Špalek, 12 Rodák, 13 Šatka, 14 Mazáň, 15 Zreľák, 16 Skovajsa, 17 Haraslín, 18 Šafranko, 19 Vavro, 20 Káčer, 21 Bero, 22 Bénes, 23 Jakubech, CT: Hapal
Campionato d'Europa Under-21 UEFA 20251 Belko, 2 Jakubko, 3 Mielke, 4 Obert, 5 Javorček, 6 Hollý, 7 Suslov, 8 Šviderský, 9 Čerepkai, 10 Nebyla, 11 Gajdoš, 12 Danko, 13 Šikula, 14 M. Sauer, 15 L. Sauer, 16 Ujlaky, 17 Kaprálik, 18 Marcelli, 19 Jambor, 20 Gaži, 21 Kopásek, 22 Rigo, 23 Frühwald, CT: Kentoš

## Rosa attuale
Lista dei 23 giocatori convocati per il Campionato europeo di calcio Under-21 del 2025 in Slovacchia.
Presenze e reti aggiornate al 5 giugno 2025.
| 1  | P | Ľubomír Belko    | 4 febbraio 2002 (23 anni)   | 17 | 0  | Žilina            |  |  |
| 12 | P | Adam Danko       | 27 giugno 2003 (21 anni)    | 3  | 0  | Podbrezová        |  |  |
| 23 | P | Tomáš Frühwald   | 23 settembre 2002 (22 anni) | 6  | 0  | Bohemians 1905    |  |  |
|    |   |                  |                             |    |    |                   |  |  |
| 2  | D | Jakub Jakubko    | 24 agosto 2004 (20 anni)    | 12 | 0  | VSS Košice        |  |  |
| 3  | D | Filip Mielke     | 9 aprile 2005 (20 anni)     | 5  | 0  | Podbrezová        |  |  |
| 4  | D | Adam Obert       | 23 agosto 2002 (22 anni)    | 15 | 0  | Cagliari          |  |  |
| 5  | D | Dominik Javorček | 2 novembre 2002 (22 anni)   | 22 | 2  | Holstein Kiel     |  |  |
| 13 | D | Nicolas Šikula   | 15 maggio 2003 (22 anni)    | 15 | 0  | Dukla B.B.        |  |  |
| 16 | D | Marek Ujlaky     | 3 dicembre 2003 (21 anni)   | 6  | 1  | Spartak Trnava    |  |  |
| 20 | D | Adam Gaži        | 1º marzo 2003 (22 anni)     | 5  | 0  | Skalica           |  |  |
| 21 | D | Samuel Kopásek   | 22 maggio 2003 (22 anni)    | 11 | 0  | Žilina            |  |  |
|    |   |                  |                             |    |    |                   |  |  |
| 8  | C | Martin Šviderský | 4 ottobre 2002 (22 anni)    | 23 | 0  | Almería           |  |  |
| 10 | C | Sebastian Nebyla | 25 gennaio 2002 (23 anni)   | 33 | 4  | Jablonec          |  |  |
| 11 | C | Artur Gajdoš     | 20 gennaio 2004 (21 anni)   | 15 | 5  | AS Trenčín        |  |  |
| 14 | C | Mario Sauer      | 15 maggio 2004 (21 anni)    | 16 | 3  | Žilina            |  |  |
| 15 | C | Leo Sauer        | 16 dicembre 2005 (19 anni)  | 3  | 0  | NAC Breda         |  |  |
| 22 | C | Tomáš Rigo       | 3 luglio 2002 (22 anni)     | 10 | 1  | Baník Ostrava     |  |  |
|    |   |                  |                             |    |    |                   |  |  |
| 6  | A | Dominik Hollý    | 11 novembre 2003 (21 anni)  | 8  | 0  | Jablonec          |  |  |
| 7  | A | Tomáš Suslov     | 7 giugno 2002 (23 anni)     | 4  | 1  | Verona            |  |  |
| 9  | A | Roman Čerepkai   | 6 aprile 2002 (23 anni)     | 20 | 3  | VSS Košice        |  |  |
| 17 | A | Adrián Kaprálik  | 10 giugno 2002 (23 anni)    | 34 | 10 | Žilina            |  |  |
| 18 | A | Nino Marcelli    | 29 maggio 2005 (20 anni)    | 15 | 6  | Slovan Bratislava |  |  |
| 19 | A | Timotej Jambor   | 4 aprile 2003 (22 anni)     | 14 | 4  | Žilina            |  |  |

## Selezionatori
| Allenatore        | Periodo   |
| ----------------- | --------- |
| Milan Lešický     | 1993–1997 |
| Jozef Barmoš      | 1997–1998 |
| Dušan Radolský    | 1998–2000 |
| Stanislav Griga   | 2000–2001 |
| Mikuláš Komanický | 2002–2003 |
| Ladislav Jurkemik | 2004      |
| Jozef Bubenko     | 2004–2005 |
| Ladislav Petráš   | 2006      |
| Jozef Barmoš      | 2007–2009 |
| Boris Kitka       | 2009–2010 |
| Ľubomír Nosický   | 2010      |
| Ivan Galád        | 2011–2014 |
| Pavel Hapal       | 2015-2018 |
| Adriàn Gula       | 2018-2019 |
| Jaroslav Kentoš   | 2019-     |